# Çiftçioğlu, Gümüşhacıköy
Çiftçioğlu là một xã thuộc huyện Gümüşhacıköy, tỉnh Amasya, Thổ Nhĩ Kỳ. Dân số thời điểm năm 2010 là 135 người.